# Entre quatre murs
Entre quatre murs est un téléroman québécois en quatorze épisodes de 25 minutes diffusé entre le 1er juin et le 31 août 1981 sur le réseau TVA.

## Distribution
- Françoise Faucher : Gabrielle Fontaine
- Jean Brousseau : Christian Paradis
- Christian Saint-Denis : Éric Martin
- Serge Christiaenssens : Armand
- Josianne Geoffoy : Josette
- Johanne Seymour : Diane St-Pierre
- Frédérike Bédard : Voix

## Fiche technique
- Scénarisation : Marcel Cabay
- Réalisation : Esther Lapointe
- Société de production : Télé-Métropole